# Chaetarcturus aculeatus
Chaetarcturus aculeatus är en kräftdjursart som först beskrevs av Oleg Grigor'evich Kussakin 1967.  Chaetarcturus aculeatus ingår i släktet Chaetarcturus och familjen Antarcturidae. Inga underarter finns listade i Catalogue of Life.